# سرگئی کلیموف (دوچرخه‌سوار)
سرگئی کلیموف (روسی: Серге́й Александрович Климов؛ زادهٔ ۷ ژوئیهٔ ۱۹۸۰) دوچرخه‌سوار اهل روسیه است.